# 腓尼基 (罗马行省)
腓尼基（羅馬化：hē Phoinī́kē Suría）是罗马帝国的一个行省，囊括了历史地区腓尼基。它于194年正式创建，约公元400年之后，被分成了腓尼基（更恰当说是海岸腓尼基）和黎巴嫩腓尼基，后者一直存续到630年代，直到穆斯林征服该地区。

## 行政史

约公元400年的东方管区地图

公元前64年，腓尼基落入罗马共和国的统治之下，庞培建立了叙利亚行省，只有前36年−前30年这段时间有过短暂的例外，当时马可·安东尼将这一地区赠送给了托勒密埃及，之后腓尼基仍旧隶属于叙利亚行省。皇帝哈德良据说曾在123/124年考虑将过于庞大的叙利亚行省拆分，但是直到约194年，塞普蒂米烏斯·塞維魯才真正完成了这个任务，将行省分成了北部的科埃勒叙利亚和南部的腓尼基叙利亚。推罗成为南部这个新行省的首府，但是埃拉伽巴路斯在后来将其家乡埃梅萨也一并擢升为首府，这两个城市互相竞争该省的首府地位，直到4世纪拆分。
戴克里先将巴塔尼埃地区分出，并入到了阿拉伯行省，公元328前的某个时候，它在《维罗纳职官表》中被提及。君士坦丁大帝又自原行省的东半部分拆分出了新的行省，奥古斯塔黎巴嫩，囊括了黎巴嫩山东部的土地。

### 第一腓尼基与黎巴嫩腓尼基
君士坦丁建立的这个省份虽然寿命不长，但是构成了约400年腓尼基重新划分的基础，新组成的两个行省第一腓尼基（或海岸腓尼基），与第二腓尼基（或黎巴嫩腓尼基）分别以推罗和埃梅萨作为首府。在不久之后成书的《百官志》中记载道，第一腓尼基是由一名同执政官管辖，黎巴嫩腓尼基则是行省总督。两省皆隶属东方管区，后者一直到630年代穆斯林征服黎凡特之前都保持原样。阿拉伯哈里發國时期，两腓尼基的大部分土地都归于大马士革行省之下，南北部分领土分别归于约旦和埃梅萨。

## 教会史
教会的区划和行省的行政区划大致相同，但有一些差别。到了3世纪中期，推罗主教成为了腓尼基的大教长（pre-eminent prelate）。约400年行省拆分时，大马士革，而非埃梅萨成为了第二腓尼基的教省首都，而两个省皆由安条克教长统辖。大马士革的地位最初排在推罗之前，后者的地位曾在约450年短暂遭到贝鲁特的威胁。在480/481年之后，推罗都主教区确立了自己在安条克诸教区中的首要地位。